# Xian de Gaotang
Le xian de Gaotang (高唐县 ; pinyin : Gāotáng Xiàn) est un district administratif de la province du Shandong en Chine. Il est placé sous la juridiction de la ville-préfecture de Liaocheng.

## Démographie
La population du district était de 462 308 habitants en 1999.